# Грёдингер, Фёдор Иосифович
Фёдор Иосифович (Осипович) Грёдингер (12 марта 1849 — 26 ноября 1917) — председатель уголовного департамента Санкт-Петербургской судебной палаты, сенатор.

## Биография
Православный. Потомственный дворянин Санкт-Петербургской губернии. Сын отдельного цензора в Риге, статского советника Иосифа Максимовича Грёдингера.
В 1875 году окончил юридический факультет Санкт-Петербургского университета со степенью кандидата прав. Затем в течение двух лет слушал лекции по юридическим наукам в Гейдельбергском, Парижском и Оксфордском университетах.
По возвращении в Россию, в 1877 году поступил на службу в 5-й департамент Правительствующего Сената. В 1880 году перешел в Министерство народного просвещения, где занял должность делопроизводителя VI класса. Через два года вернулся в Министерство юстиции, где был назначен редактором уголовного отделения департамента министерства. Вскоре перешел на ту же должность по законодательному отделению, а в 1885 году был назначен товарищем прокурора Санкт-Петербургского окружного суда. Затем последовательно занимал должности: товарища прокурора Санкт-Петербургской судебной палаты (1895—1902), товарища обер-прокурора Уголовного кассационного департамента Правительствующего Сената (1902—1904), члена Высочайше учрежденной комиссии по введению нового уголовного уложения и председателя уголовного департамента Санкт-Петербургской судебной палаты (1904—1907).
Имя Грёдингера было широко известно в судебно-литературном мире, не только в России, но и в Западной Европе. В 1883—1888 годах состоял деятельным сотрудником газет: «La Liberté», «Wiener Allgemeine Zeitung», «Il Secolo», «Amsterdamer Courant» и других. С 1889 года принимал участие в многочисленных русских изданиях, а в 1901—1903 годах был редактором «Юридической газеты». Кроме того, напечатал более двадцати монографий по юридическим вопросам, по вопросам предварительного следствия и по интерпретации уголовного уложения. С 1906 года принимал участие, в качестве сотрудника, во французских и немецких юридических журналах «Revue de droit politique», «Revue de droit penal» и других. Состоял членом многих юридических и научных обществ.
10 октября 1907 года назначен сенатором, присутствующим в Уголовном кассационном департаменте Сената. Скончался в 1917 году в Петрограде.

## Семья
Был женат на итальянской подданной Марии-Энрикетте Федоровне Тиберти-Ласкариди-Вентимилья. Их сын:
- Василий (1882—?), женат на Ольге Сергеевне Трегубовой (1890—?), дочери сенатора С. Н. Трегубова.

## Награды
- Монаршее благоволение (1885)
- Орден Святого Станислава 1-й ст. (1902)
- Орден Святой Анны 1-й ст. (1905)
- Орден Святого Владимира 2-й ст. (1911)
- Орден Белого Орла (1913)

Иностранные:
- французский Орден Почётного Легиона, кавалерский крест (1897)

## Сочинения
- Прокурорский надзор за пятьдесят лет, истекших со времени его преобразования по судебным уставам императора Александра II. — Пг., 1915.